# Colabata ephora
Colabata ephora är en fjärilsart som beskrevs av Pieter Cramer 1781. Colabata ephora ingår i släktet Colabata och familjen silkesspinnare. Inga underarter finns listade i Catalogue of Life.

## Bildgalleri

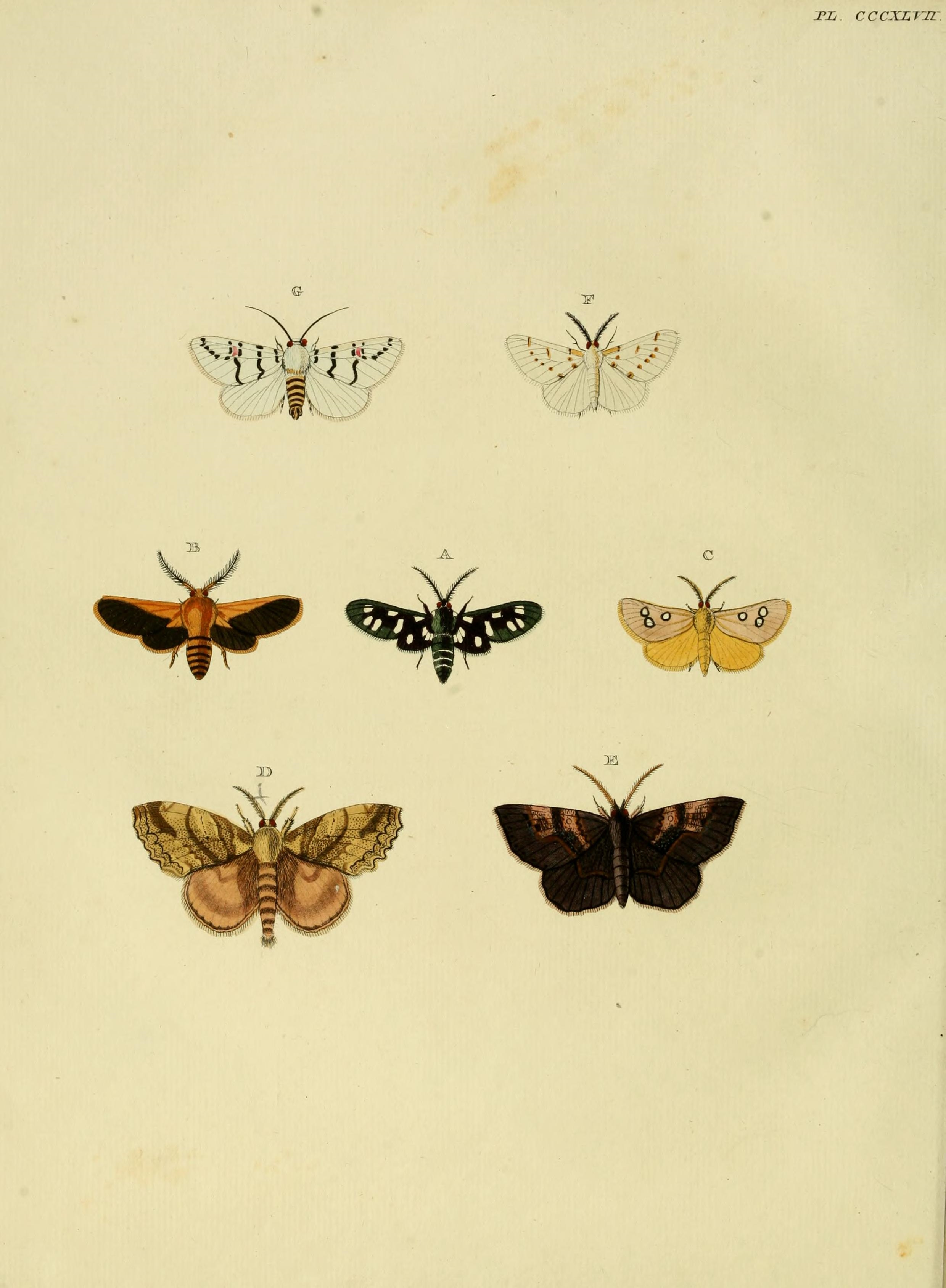